# Ski King

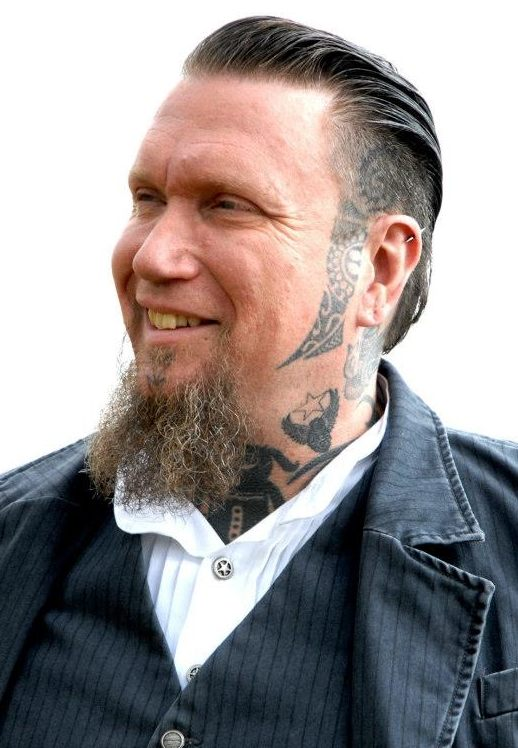
Ski King

Ski King, bürgerlich Andrew James Witzke, (* 5. September 1967 in Portland, Oregon, Vereinigte Staaten) ist ein amerikanischer Musiker, der in Nürnberg lebt. Er tritt als Solo-Sänger unter dem Künstlernamen „The Mighty Ski King“ auf, ist Leadsänger der Country-Band Ski’s Country Trash, der Gothic-Rock-Band Beloved Enemy sowie der 50s-Rock’n’Roll-Band Ski King and the Wonderbras.
Sein Gesang variiert stilistisch etwa zwischen Johnny Cash, Elvis Presley und Lemmy Kilmister. Musikalisch ist er keiner festen Stilrichtung zuzuordnen, wobei Rock, Rockabilly und Country im Repertoire Witzkes deutlich überwiegen.

## Leben
Die ersten 17 Jahre seines Lebens waren unbeständig und mit vielen Umzügen verbunden. Witzke trat freiwillig den Militärdienst an und erreichte in der US-Army den Dienstgrad Sergeant bei der 3/5 Field Artillery als LKW-Fahrer. Nach seiner Versetzung nach Nürnberg in Deutschland wurde die fränkische Stadt zu seiner Wahlheimat.
Der erste Teil seines Künstlernamens entstand dadurch, dass im amerikanischen Sprachgebrauch sein Nachname „Witzke“ dem Wort „Whisky“ ähnelt und „Whisky“ dann schlicht zu „Ski“ abgekürzt wurde. Der zweite Teil „King“ resultiert aus der Ähnlichkeit von Witzkes Gesangsstil zu dem des „King of Rock’n’Roll“ Elvis Presley.
Der Sänger ist mit Nadine Witzke, Mitinhaberin von Visavajara in Nürnberg, verheiratet.
Ende der 1990er Jahre trat Witzke in der Karaokebar P&S auf, in der er auch als Barkeeper tätig war. Später kaufte der Sänger die Bar und benannte sie in SOHO Bar um. Auch bekannte Künstler wie The BossHoss oder Rose Tattoo traten dort auf.
2006 gewann Witzke mit dem Lied Hurt den ersten Preis des Johnny-Cash-Tribute-Contest Walk the Line gegen 90 Mitstreiter.
Im Jahr 2011 hatte er auch einen Auftritt beim Wacken-Festival.
2013 war er auf dem Album „Nur für mich“ der Hamburger Band Rotz & Wasser als Gastmusiker vertreten.
Im August 2014 hat Witzke in der RTL-Talent-Show „Rising Star“ im deutschen Fernsehen mitgewirkt.
Seit 2020 ist Andrew Witzke wiedergeborener Christ und übt aktiv seinen Glauben aus. Er verarbeitet seinen Glauben auch in seiner Musik. Im Zuge dessen tritt Witzke nun auch vermehrt unter seinem echten Namen, in der Öffentlichkeit, auf.

## Künstlerisches Schaffen

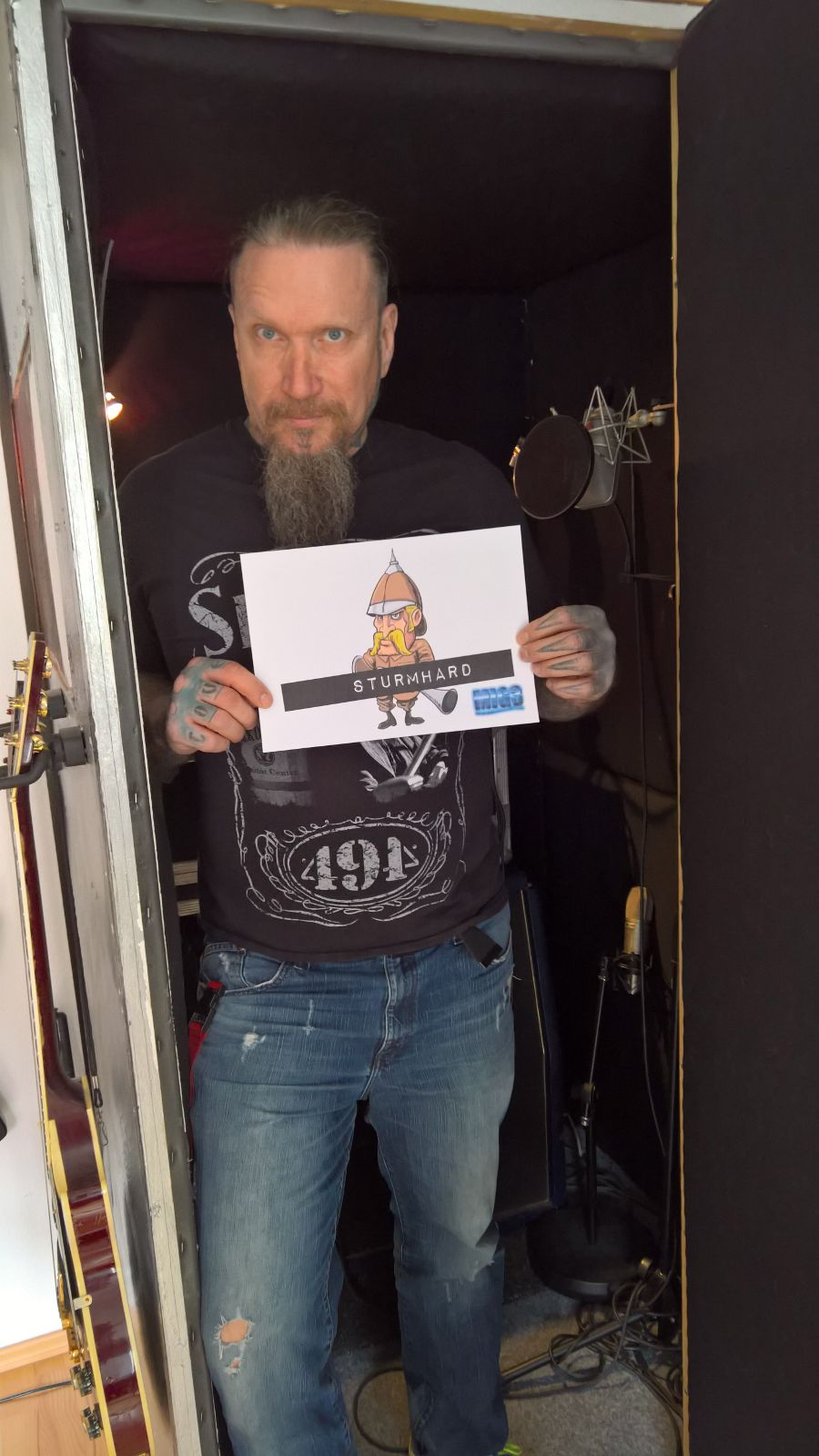
Ski-King im Sonic Slave Studio, Hörspielaufnahmen zu MIG3.

Witzke macht seit Ende der 1990er Jahre Musik, seit Anfang 2000 hauptberuflich. Die ersten Erfahrungen sammelte er in den 1990er Jahren mit den Bands Sanity’s Edge und Prime Sinister. Er covert Stücke u. a. von Johnny Cash, Elvis Presley, Motörhead, Bob Seger nicht nur, er interpretiert sie oft neu. Witzke tritt auch bei vielen Tattooconventions auf. Sein Album Neverending Road befand sich im Februar 2012 auf Platz 19 der Metal-Rock-Charts.

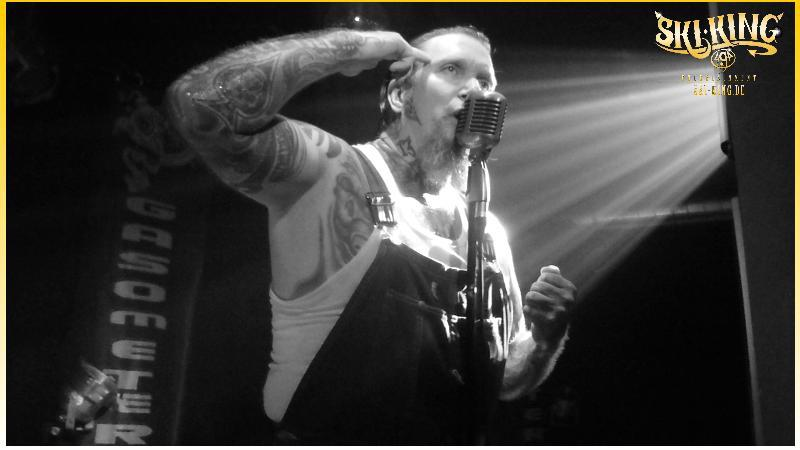
Ski King live im Gasometer in Merseburg

2016 war er als böser Jäger Sturmhard im Hörspiel „MIG3 – Auf der Suche nach dem Blauen Affen“ zu hören. 2017 übernahm er, unter der Regie von Kim Jens Witzenleiter, die Sprechrolle des Reverend John Thompson im Horror-Hörspiel „Blood Red Sandman“ und steuerte eine Coverversion von The Sound of Silence für den Soundtrack bei. 2019 sprach er erneut die Rolle des Sturmhard in dem Kurzhörspiel „Men in Green“. 2023 übernahm er erneut eine kleine Sprechrolle für Kim Jens Witzenleiter im Hörspiel Wolfy.
2022 war Witzke als Caiaphas im Coveralbum des Musicals Jesus Christ Superstar, produziert von Kim Jens Witzenleiter und veröffentlicht über Wolfy-Office, zu hören.

### Schauspielerei
Neben seiner musikalischen Aktivität war Witzke auch in einem Film schauspielerisch engagiert, in dem Film Virus Undead.

### Diskografie
- 1995 Prime Sinister – Staring At The Sun
- 1996 Prime Sinister – Junk
- Ski-King – Devil in Disguise (nicht veröffentlicht)
- Ski-King and the Black Jacks – A new Generation of Bar Musik (nicht veröffentlicht)
- 2007 Ski-King – Early one morning a tribute to Johnny Cash
- 2007 Beloved Enemy – Enemy Mine
- 2008 Ski-King – Live at the NCO Club
- 2008 Ski-King – Uncaged
- 2009 Ski-King – The new King
- 2009 Ski – Evolution
- 2009 Ski’s Country Trash – Welcome to Trash-Valley
- 2010 Ski’s Country Trash – Trash Valley (Neuveröffentlichung)
- 2010 Beloved Enemy – Thank you for the Pain
- 2011 Ski King – Songs from 81
- 2011 Ski-King – Sketchbook
- 2012 Ski’s Country Trash – Neverending Road
- 2013 Ski-King – Sketchbook II: Watching the Sons
- 2013 Ski’s Country Trash – Roadstop in Hell
- 2013 Ski-King – Further up on the Road
- 2015 Ski-King – Sketchbook III (New Horizons)

## Nachweise
1. ↑  Ab Minute 1:00 folgt die Erklärung, wie der Name entstand Interview auf Youtube.de
2. ↑  Lineup Wacken 2011 (Memento des Originals vom 7. Januar 2012 im Internet Archive)  Info: Der Archivlink wurde automatisch eingesetzt und noch nicht geprüft. Bitte prüfe Original- und Archivlink gemäß Anleitung und entferne dann diesen Hinweis.
3. ↑  Lars Petersen: Andrew James aka Ski King: Interview über sein Leben! In: Bikes, Music & More. 2. September 2022, abgerufen am 25. Mai 2024 (deutsch).
4. ↑  Ab Minute 4:10 folgt der Hinweis auf den musikalischen Werdegang Interview auf Youtube.de
5. ↑  Hörspiel-Premiere. In: pressnetwork.de. Abgerufen am 29. Oktober 2016.
6. ↑  Zauberspiegel-Nachrichten: Zauberspiegel – Hörspiel-Premiere: Blood Red Sandman – ein Hörspiel zum Gruseln. Abgerufen am 23. Oktober 2017 (deutsch).
7. ↑  Wolfy-Office: Hörspiel-Premiere: Wolfy kommt auf einen Roadtrip vorbei - BEI ANGUS! - openPR. Abgerufen am 3. März 2023.
8. ↑  Jesus Christ Superstar (2022). Archiviert vom Original (nicht mehr online verfügbar) am 24. Februar 2022; abgerufen am 24. Februar 2022 (deutsch).  Info: Der Archivlink wurde automatisch eingesetzt und noch nicht geprüft. Bitte prüfe Original- und Archivlink gemäß Anleitung und entferne dann diesen Hinweis.

| Personendaten    | Personendaten                        |
| ---------------- | ------------------------------------ |
| NAME             | King, Ski                            |
| ALTERNATIVNAMEN  | Witzke, Andrew (wirklicher Name)     |
| KURZBESCHREIBUNG | US-amerikanischer Musiker            |
| GEBURTSDATUM     | 5. September 1967                    |
| GEBURTSORT       | Portland, Oregon, Vereinigte Staaten |